# Bernd Alois Zimmermann
Bernd-Alois Zimmermann, (Bliesheim, nu deelgemeente van Erftstadt, 20 maart 1918 – Königsdorf, nu deelgemeente van Frechen, 10 augustus 1970), was een Duits componist en muziekpedagoog. Zimmermann behoorde tot de belangrijke eenlingen binnen de klassieke muziek van de 20e eeuw. Alhoewel hij de muzikale stromingen binnen de klassieke muziek van de 20e eeuw in zijn muziek integreerde, heeft hij zich niet aangepast naar één bepaalde. Door toepassing van allerlei avant-gardetechnieken van voor- en naoorlogse tijd, staat zijn kleine oeuvre geheel op zichzelf. Zijn beeld van de tijd, waarin het verleden, heden en de toekomst in gelijke mate aanwezig zijn, paste hij toe als "pluralistisch" componeren. Zijn composities vertonen dan ook overeenkomsten met collages als bedoeld in andere kunststromingen, waarbij de toepassingen vanuit alle tijdperken van de muziekgeschiedenis herkenbaar zijn en als verzameling naar een hoger plan zijn getild. Hij was daarin een van de voorlopers.

## Levensloop

### Jeugd en opleiding
Zimmermann groeide op in een landbouwgebied van de Vooreifel met een katholieke omgeving. Zijn vader was ambtenaar bij de Deutsche Reichsbahn. Vanaf 1929 ging hij op de kloosterschool en het pensionaat Klooster Steinfeld in een deelgemeente van Kall. Hier kreeg hij geregeld muziekonderwijs en legde de basis voor zijn grote literaire vakkennis. Toen de privéscholen in 1936 door de nazi's gesloten werden, ging hij naar een staats-rooms-katholiek gymnasium in Keulen.
Zimmermann die aanvankelijk theologie wilde studeren, studeerde 1937 en 1938 twee semesters germanistiek en filosofie aan de hoge school voor opleiding in Bonn. Vervolgens studeerde hij schoolmuziek aan de Rheinische Musikhochschule te Keulen en tegelijkertijd aan de Universiteit van Keulen. In 1940 werd hij opgeroepen voor de dienst in het Duitse leger, vocht in Polen, Frankrijk en Rusland, maar in 1942 werd hij oneervol ontslagen als gevolg van een zware huidziekte. In de herfst van 1942 studeerde hij verder in de compositieklas van Philipp Jarnach en ook bij Lehmacher opnieuw aan de Rheinische Musikhochschule. Als gevolg van de vele studieonderbrekingen in het verdere verloop van de oorlog kon hij zijn examens eerst in 1947 doen.

### Componist en leraar/docent
Sinds 1946 werkte hij als freelancecomponist voor verschillende omroepmaatschappijen. Van 1948 tot 1950 studeerde hij tijdens de Kranichsteiner Ferienkurse für Neue Musik of Darmstädter Ferienkurse für Neue Musik bij René Leibowitz en Wolfgang Fortner, waar hij in de dodecafonie van de Tweede Weense School verdiepte, die hem fascineerde. Van 1950 tot 1952 was hij lector voor muziektheorie aan het musicologisch instituut van de Universiteit van Keulen. In 1957 kreeg hij een studiebeurs om aan de villa Massimo in Rome te studeren en te werken.
Nadat hij meerdere aanbiedingen om als compositiedocent te werken in verband met zijn onrustige geest verworpen had, werd hij in 1958 opvolger van Frank Martin als docent voor compositie aan de Rheinische Musikhochschule te Keulen, alwaar hij vier jaar later tot professor werd benoemd. Aan dit conservatorium richtte hij een seminar voor toneel-, film- en radiomuziek op. In 1960 werd hij onderscheiden met de grote kunstprijs van de deelstaat Noordrijn-Westfalen. In 1964 kreeg hij opnieuw een studiebeurs voor de villa Massimo in Rome. In 1965 werd hij opgenomen als lid van de Berlijns Academie van de Kunsten. Een aanstelling als compositieprofessor aan de Berlijns Universiteit van de Kunsten verwierp hij in 1968.
Aan het eind van de jaren zestig namen de depressies toe en voerden tot een psychische crises. Deze crises werden nog verergerd door een niet te opereren oogziekte. Zimmermann pleegde zelfmoord vijf dagen na het voltooien van de partituur voor Ich wandte mich und sah alles Unrecht, das geschah unter der Sonne een "Ecclesiastische actie" voor twee sprekers, bas solo en orkest. Een tweede opera Medea bleef daardoor onvoltooid.

### Muzikale stijl
Zimmermann stond tussen twee muzikale wereldbeelden, omdat hij enerzijds te jong was om van de muzikale gebeurtenissen tijdens de zogenoemde Weimarrepubliek gevormd te zijn, maar hij was tegelijkertijd na het einde van de Tweede Wereldoorlog te oud, om mee te gaan in de jonge generatie. Dit vormde mede de basis van de tweespalt waarin hij zich bevond en die zijn persoonlijke en muzikale ontwikkeling sterk beïnvloed en gevormd heeft.
Hij begon met werken te schrijven in de neoclassicistische stijl en kwam onder de indrukken van de Darmstädter Ferienkurse ... met de vrije atonaliteit (vanaf 1949) en de dodecafonie (vanaf 1951) tot het serialisme. In zijn werken is ook zijn voorliefde voor de jazz te herkennen (Vioolconcert [1950], Trompetconcert [1954] en de opera Die Soldaten).
In tegenstelling tot de vertegenwoordigers van de zogenoemde Darmstädter Schule (Karlheinz Stockhausen, Pierre Boulez, Luigi Nono e.a.) brak hij niet radicaal met de muzikale traditie. Aan het einde van de jaren vijftig ontwikkelde hij zijn typische persoonlijke compositiestijl, de "pluralistische klankcompositie", die bestaat uit de combinatie en opeenstapeling van muzikale tijdperken en van diverse herkomst (van muziek vanuit de gouden eeuw naar barok naar klassiek naar jazz en naar popmuziek).

## Composities (Selectie)

### Werken voor orkest
- 1940-1950 Caprichos brasileiras
- 1947-1953 Symphonie in einem Satz
- 1948 Concert voor strijkorkest
- 1950 Concert voor viool en orkest
- 1950 Sprookjessuite
- 1952 Concert, voor hobo en klein orkest
- 1954 Nobody knows de trouble I see, concert voor trompet en orkest
- 1957 Canto di speranza, voor cello en orkest (eerste celloconcert)
- 1962 Cinque Capricci di Girolamo Frescobaldi „La Frescobalda“, voor orkest
- 1962 Giostra Genovese, oude dansen van verschillende meesters voor klein orkest
- 1962 Vokalsinfonie aus "Die Soldaten", voor zes solisten (coloratuursopraan, mezzosopraan, alt, twee tenoren, bas) en orkest
- 1965 Dialoge, voor twee piano's en groot orkest
- 1966 Concert nr. 2 "en forme de «pas de trois»", voor cello en orkest
- 1967-1969 Requiem für einen jungen Dichter, voor spreker, sopraan, bariton, 3 koren, geluidsband, orkest, jazzcombo en orgel – première: 11 december 1969, Düsseldorf
- 1968 Photoptosis
- 1970 Stille und Umkehr, orkestschetsen
- 1970 Ich wandte mich und sah alles Unrecht, das geschah unter der Sonne, een "Ecclesiastische actie" voor twee sprekers, bas solo en orkest

### Werken voor harmonieorkest
- 1950-1962 Rheinische Kirmestänze, voor 13 blazers

### Cantates
- 1947 Lob der Torheit, burlesque cantate naar Johann Wolfgang Goethe voor solisten, gemengd koor en groot orkest
- 1952-1957 Canto di speranza, cantate voor cello (celloconcert nr. 1) en klein orkest
- 1957 Omnia tempus habent (cantate voor sopraan en 17 instrumenten)

### Muziektheater

#### Opera's
| Voltooid in             | titel                                                  | aktes       | première                            | libretto                                                                                      |
| ----------------------- | ------------------------------------------------------ | ----------- | ----------------------------------- | --------------------------------------------------------------------------------------------- |
| 1958-1960 rev.1963-1965 | Die Soldaten                                           | 4 bedrijven | 15 februari 1965, Keulen, Oper Köln | van de componist naar het gelijknamige schouwspel vanuit 1776 van Jakob Michael Reinhold Lenz |
|                         | Des Menschen Unterhaltsprozess gegen Gott, radio-opera | 3 aktes     |                                     | naar Pedro Calderón de la Barca in een bewerking van Matthias Bungart                         |

#### Balletten
| Voltooid in | titel                               | aktes             | première | libretto | choreografie                                          |
| ----------- | ----------------------------------- | ----------------- | -------- | -------- | ----------------------------------------------------- |
| 1966        | Musique pour les soupers du Roi Ubu | 7 delen en entrée | 1968     |          | naar het surrealistisch stuk Ubu roi van Alfred Jarry |

### Vocale Muziek

#### Liederen
- 1942-1946 Fünf Lieder, voor middenstem en piano

### Kamermuziek
- 1959-1960 Sonate, voor cello solo
- 1970 Vier kurze Studien, voor cello solo

### Werken voor piano
- 1946 Extemporale
- 1946 Capriccio
- 1949 Enchiridion I
- 1951 Enchiridion II
- 1955 Perspektiven, voor twee piano's
- 1956 Konfigurationen
- 1960-1964 Monologe, voor twee piano's

### Elektronische muziek
- 1967 Tratto
- 1970 Tratto 2

## Publicaties
- Bernd Alois Zimmermann. Eigene Schriften-Bibliographie-Diskographie, in: Musik und Bildung. 10 (1978), S. 654-656.
- "Requiem für einen jungen Dichter", Texte, in: Neue Zeitschrift fur Musik 135 (1974), S. 12-22.